# Суша (Гореня вас-Поляне)
Суша (словен. Suša) — поселення в общині Гореня вас-Поляне, Горенський регіон, Словенія. Висота над рівнем моря: 490,3 м.